# Palazzo Persico
Il Palazzo Persico è un edificio storico di Napoli,  ubicato in via Pietro Trinchera.
Il fabbricato venne eretto in epoca sconosciuta, ma di certo si sa che fu completamente rifatto nel XVIII secolo in stile barocco, come testimonia la scala nel cortile.
L'edificio presenta una semplice e stretta facciata, mentre, nell'interno, attraversato un piccolo androne, si può notare un compatto cortile con scala sul fondo. La scala aperta presenta una particolare peculiarità: è impostata su una pianta a matrice decagonale, rivolta sullo spazio antistante attraverso delle aperture ad arco. Dentro la scala è stato inserito un ascensore moderno.
Il palazzo è stato totalmente restaurato in anni recenti dopo un periodo di decadenza.

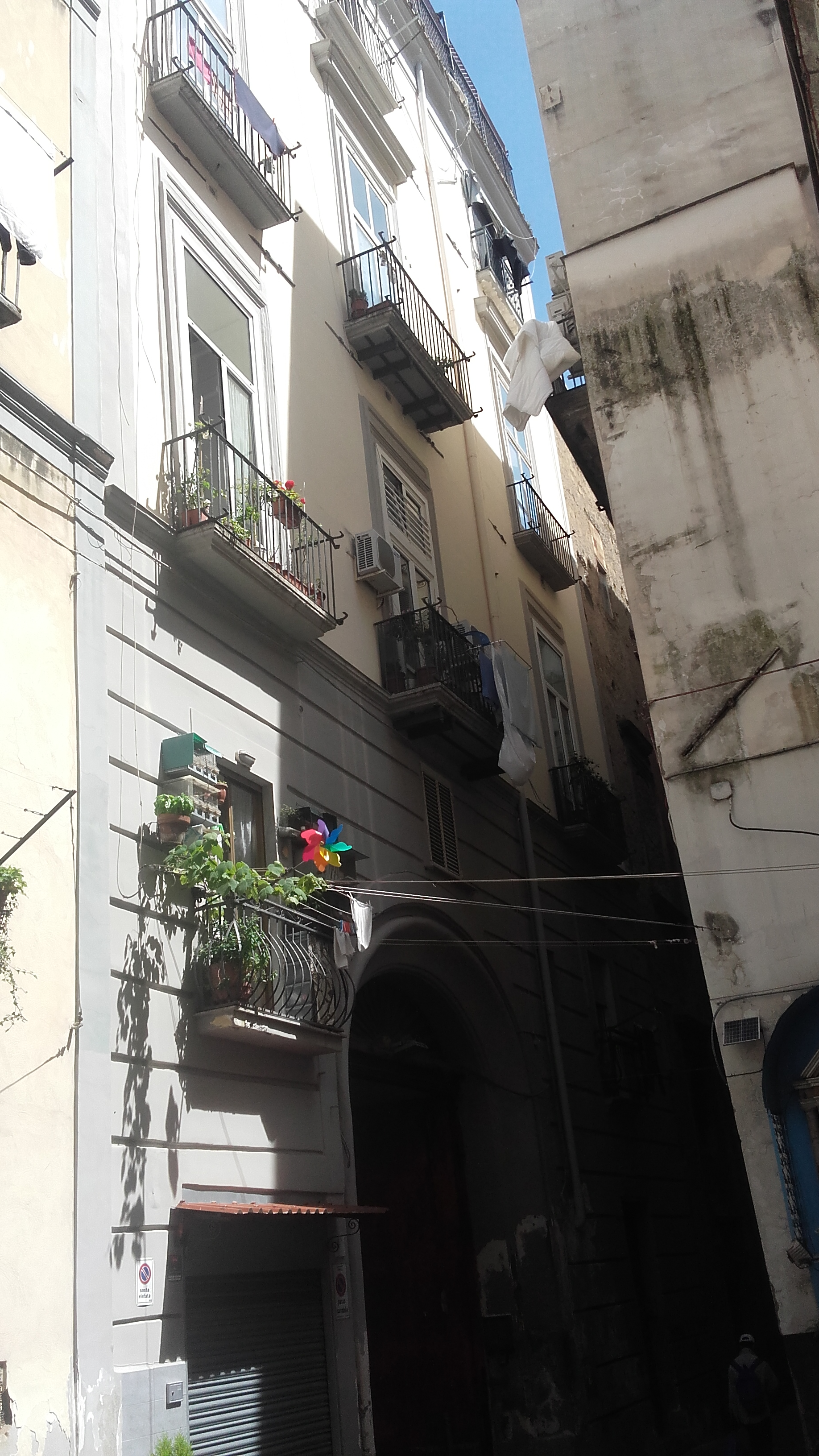
Facciata del palazzo su via Trinchera